# Lauren Sánchez
Lauren Wendy Sánchez (Albuquerque, New Mexico, 1969. december 19. –) amerikai újságíró, író és filantróp, aki műsorvezetőként vált ismertté. Képzett pilóta és a Black Ops Aviation alapítója. 2023-ban eljegyezte az Amazon elnök-vezérigazgató tulajdonosa, Jeff Bezos.
Sánchez vendégműsorvezetőként szerepelt a The View című műsorban, társműsorvezetőként dolgozott a KTTV Fox 11 Good Day L.A. című műsorában, valamint a Fox 11 News at Ten című műsorában. Sánchez emellett rendszeres közreműködője volt olyan műsoroknak, mint a Larry King Live, a The Joy Behar Show és a Showbiz Tonight.
Sánchez a Bezos Earth Fund alelnökeként is tevékenykedik, és filantrópiájának középpontjában a klímaváltozás elleni küzdelem, a természetvédelem, valamint a hátrányos helyzetű és hajléktalan családok, illetve a korai gyermekkori oktatás támogatása áll. 2024-ben adta ki első gyerekkönyvét, The Fly Who Flew to Space címmel, amely a The New York Times bestsellerlistájára került.

## Televíziózás
Sánchez karrierjét a Los Angeles-i KCOP-TV szerkesztőasszisztenseként kezdte. Később a Fox Sports Net-hez került, ahol Emmy-díjra jelölték a Going Deep című sportmagazin műsorvezetőjeként és tudósítójaként, ezt követően a Fox Sports News Primetime műsorvezetőjeként dolgozott, illetve az FSN Best Damn Sports Show Period szórakoztató híradójának riportere volt.
1999-ben visszatért a KCOP-TV-hez, ahol az UPN News 13 hírműsor vezetője lett, és csapata Emmy-díjat nyert. 2000 februárjában a The View második évadának országos műsorvezető-válogatásán második helyezett lett. 2005-ben Sánchez lett a FOX népszerű táncos tehetségkutató műsora, a So You Think You Can Dance első házigazdája, de egy év után otthagyta a műsort második gyermeke születése miatt.

## Repülés
2016-ban, miután 40 évesen megtanult repülni és megszerezte pilótaengedélyét, megalapította a Black Ops Aviationt, az első női tulajdonú légi filmes és gyártó céget. 2024-ben megkapta az Elling Halvorson Vertical Flight Hall of Fame Awardot, amelyet helikopteres pilótaként és a légiközlekedés területén tevékenykedő sikeres üzletasszonyként elért szakmai sikereiért ítéltek oda neki. 2024 elején egy New Shepard rakéta fedélzetén egy kizárólag nőkből álló legénységgel az űrbe akart repülni, de 2025 januárjáig ez nem történt meg.

## Mesemondás
2024-ben Sanchez kiadta első gyerekkönyvét The Fly Who Flew to Space címmel, amely egy Flynn nevű légyről szól, aki nem teljesít jól az iskolában, de kíváncsi az életre, és véletlenül beszorul egy űrbe tartó rakéta pilótafülkéjébe. A történetet Sanchez élete és a diszlexiával való küzdelme ihlette. 2024. szeptember 29-én debütált, s rögtön a The New York Times bestsellerlistájára került.
Sánchez számos filmben és televíziós sorozatban szerepelt cameoként.

## Imázsalakítás
Trump elnök 2025-ös beiktatásán vőlegénye és a tech-óriások vezetői mellett Mark Zuckerberg (Meta), Sundar Pichai (Google) és Elon Musk (Tesla stb.) társaságában jelentős médiafigyelemben volt része. Mélyen dekoltált fehér Alexander McQueen nadrágkosztümben jelent meg, mely aztán számos, sokszor éles hangú kritikát váltott ki meghatározó médiumok között.

## Filantrópia
Melinda Gates és "sorsstársa", MacKenzie Scott (Bezos volt neje) mellett az Egyesült Államokban a legnagyobb filantrópok közé tartozik Sánchez. az Bezos Earth Fund alelnökeként részt vesz az amerikai városok zöldítését célzó kezdeményezésben. 2024 márciusában 60 millió dollárt ígért biogyártással és klímaváltozással foglalkozó központok létrehozására, és ugyanezen év októberében Sánchez és Bezos további 60 millió dollárt adományozott a National Fish and Wildlife Foundation számára.
Sánchez az Egyesült Államok mexikói határa menti családokat támogató This is About Humanity nevű szervezet munkájában is aktívan részt vesz, elválasztott és újraegyesített családokat segít.

## Magánélet
Sánchez 1969. december 19-én született egy második generációs mexikói-amerikai családban Albuquerque-ben, Új-Mexikóban. Főiskolás korában diagnosztizálták nála a diszlexiát, amely arra ösztönözte, hogy támogassa az alternatív tanulási módszereket felhasználó oktatási rendszereket.
Első fia, Nikko, 2001 februárjában született, édesapja Tony Gonzalez, az NFL korábbi játékosa. 2005-ben feleségül ment Patrick Whitesellhez, egy hollywoodi ügynökhöz, akitől két gyermeke született, Evan (2006) és Ella (2008). 2019-ben Sánchez és Whitesell elváltak, miután Sánchez és Jeff Bezos kapcsolata nyilvánosságra került. 2023 májusában Bezos eljegyezte Sánchezt.

## Külső hivatkozások
- A Wikimédia Commons tartalmaz Lauren Sánchez témájú médiaállományokat
- Lauren Sánchez a Bezos Earth Fund alelnöke
- Lauren Sánchez az IMDb-n